# Wallachia
Wallachia hay Walachia (tiếng Latinh: Valachia, tiếng Hy Lạp: Βαλαχία, Βλαχία, /wɒˈleɪkiə/;), trong tiếng Rumani là Țara Românească (nghĩa là Vùng đất của người Rumani), là một vùng đất lịch sử ở România. Khu vực này nằm ở phía bắc của sông Danube và phía nam của vùng Nam Karpat. Românească theo truyền thống được chia thành hai phần là Muntenia (Đại Românească) và Oltenia (Tiểu Românească). Wallachia tổng thể đôi khi còn được gọi là Muntenia thông qua việc đồng nhất hóa nó với phần lớn hơn trong cách phân chia truyền thống.
Românească được Basarab I  thành lập như là một công quốc trong những năm đầu thế kỷ 14, sau một cuộc nổi dậy chống lại vua Károly I của Hungary. Tuy nhiên các tài liệu đề cập đầu tiên đến lãnh thổ Românească ở phía tây sông Olt có từ một hiến chương do vua Béla IV của Hungary trao cho voievod Seneslau năm 1246. Năm 1417, Românească công nhận quyền thống trị của đế quốc Ottoman và điều này kéo dài cho đến thế kỷ 19, mặc dù từ năm 1768 đến 1854 vùng này vài lần nằm dưới sự chiếm đóng của Nga. Năm 1859, Românească hợp với Moldova để hình thành Thân vương quốc Liên hiệp Moldavia và Wallachia, năm 1866 đổi tên thành România và đến năm 1881 là Vương quốc România, tiền thân của nhà nước Romania hiện đại. Năm 1918 Bukovina, Transilvania cũng như các bộ phận của Banat, Crișana và Maramureș được sáp nhập vào România.

## Từ nguyên
Tên gọi Wallachia là một tên gọi từ bên ngoài, thông thường không được chính người România sử dụng mà họ gọi là "Țara Românească/Rumânească" - quốc gia România hoặc đất nước România. Thuật ngữ "Wallachia" (tuy nhiên có trong một số văn bản tiếng România là Valahia hoặc Vlahia) có nguồn gốc từ thuật ngữ walhaz được người German sử dụng để mô tả người Celt, và sau đó là người Celt La Mã hóa và tất cả những người nói tiếng La Mã. Ở Tây bắc Châu Âu điều này đã tạo ra các tên gọi Wales, Cornwall và Wallonia, trong khi ở Đông nam Châu Âu, nó được sử dụng để chỉ những người nói tiếng La Mã và sau đó là những người chăn cừu nói chung.
Vào đầu thời kỳ Trung cổ, trong các văn bản Slav, tên gọi  Zemli Ungro-Vlahiskoi (Земли Унгро-Влахискои hoặc "Vùng đất Hungary-Wallachia") cũng được sử dụng làm tên gọi cho vùng đất này. Thuật ngữ này, được phiên dịch sang tiếng România thành "Ungrovalahia", vẫn được sử dụng cho đến thời kỳ hiện đại trong bối cảnh tôn giáo, đề cập đến giáo thành Hungary-Wallachia của Chính thống giáo România, tương phản với Thessalia hoặc Đại Vlachia ở Hy Lạp hoặc Tiểu Wallachia (Mala Vlaška) ở Serbia. Các tên gọi trong tiếng România của vùng đất này là Muntenia (Vùng đất của các dãy núi), Țara Românească (đất nước România), Valahia và hiếm khi là România.
Trong một thời gian dài sau thế kỷ 14, Wallachia được các nguồn tiếng Bulgaria gọi là Vlaško (tiếng Bulgaria: Влашко), các nguồn tiếng Serbia gọi là Vlaška (tiếng Serbia: Влашка), các nguồn tiếng Ukraina gọi là Voloschyna (tiếng Ukraina: Волощина) và các nguồn tiếng Đức gọi là Walachei hay Walachey (các nguồn tiếng Đức Sachen Transylvania). Tên tiếng Hungary truyền thống của Wallachia là Havasalföld, nghĩa đen là "vùng đất thấp đầy tuyết", dạng cổ của nó là Havaselve, có nghĩa là "vùng đất bên kia các dãy núi tuyết" ("núi tuyết" là nói tới dãy núi Alp Transylvania; bản dịch của nó sang tiếng Latinh là Transalpina đã được sử dụng trong các văn bản hoàng gia chính thức của Vương quốc Hungary. Trong tiếng Thổ Nhĩ Kỳ Ottoman, thuật ngữ Eflâk Prensliği hay đơn giản là Eflâk افلاق là để chỉ vùng đất này (Lưu ý rằng trong sự may mắn có lợi về mặt ngôn ngữ cho hậu thế về phía đông của người Wallachia, từ địa danh học này, ít nhất là theo ngữ âm của tiếng Thổ Nhĩ Kỳ hiện đại, là đồng âm với một từ khác, افلاک, có nghĩa là "thiên đường" hoặc "bầu trời").
Biên niên sử Ả Rập từ thế kỷ 13 đã sử dụng tên gọi Wallachia thay cho tên gọi Bulgaria. Họ chỉ ra các tọa độ của Wallachia và cho rằng Wallachia được đặt tên là al-Awalak và các cư dân của nó là ulaqut hoặc ulagh.
Khu vực Oltenia ở Wallachia còn được gọi bằng tiếng Thổ Nhĩ Kỳ là Kara-Eflak ("Hắc Wallachia") và Kuçuk-Eflak ("Tiểu Wallachia"), trong khi tên gọi đầu tiên cũng đã được sử dụng cho Moldavia.